# Bitwa pod Fornovo
Bitwa pod Fornovo – starcie zbrojne, które miało miejsce 6 lipca 1495 r. w trakcie wojny neapolitańskiej w latach 1494–1495.
W roku 1494 władca francuski Karol VIII wkroczył do Piemontu czym zapoczątkował trwający do 1559 roku cykl tzw. wojen włoskich. Kolejnym etapem Karola był Neapol, który otworzył swe bramy przed Francuzami dnia 22 lutego 1495 r. Postępy Francuzów wywołały zaniepokojenie we Włoszech. 31 marca w Wenecji zawarto Świętą Ligę, w skład której obok Wenecji i Aleksandra VI, weszli Ludwik Moro, cesarz Maksymilian oraz Ferdynand i Izabela. Nad Francuzami zawisła groźba odcięcia powrotu, wobec czego Karol zdecydował się na opuszczenie Neapolu. Wojska Ligi pod wodzą Franciszka II Gonzagi, księcia Mantui, starały się powstrzymać przeciwnika pod Parmą. 6 lipca doszło do bitwy w dolinie rzeki Taro pod Fornovo. Gwałtowna bitwa zakończyła się wynikiem nierozstrzygniętym. Ostatecznie Włosi nie zdołali przeszkodzić armii Karola VIII w odwrocie.

## Wprowadzenie
Przed rokiem 1494 rezydujący w księstwie Mediolanu Ludwik Sforza podjął próbę przejęcia władzy od niepełnoletniego Giana Galeazzo Sforzy. Przeciwstawiał się temu król Neapolu Ferdynand I, teść Giana Galeazzo.
Po śmierci Ferdynanda w roku 1494, pretensje do tronu neapolitańskiego wniósł król francuski Karol VIII (Andegawenowie rządzili w Neapolu w wieku XIII). Francja oraz Mediolan zawiązały wówczas sojusz skierowany przeciwko Neapolowi. Chcąc uniknąć zakłócenia równowagi w Europie Karol VIII obiecał swoim sąsiadom odszkodowania w postaci zarówno pieniędzy, jak i nowych ziem. Ludovico z wielkimi honorami przyjął w Mediolanie króla francuskiego oraz jego armię. We Florencji Piotr II Medyceusz otworzył Francuzom bramy miasta. Francuzi zostali jednak z niego wygnani przez powstałą ludność pod wodzą Piera Capponiego.
Armia Karola plądrując okoliczne tereny wyruszyła wówczas dalej w kierunku Neapolu, opuszczonego wcześniej przez dwór aragoński. Wrogie działania Francuzów wywołały gniew w miastach włoskich. Dnia 31 marca 1495 r. Republika Wenecka, Hiszpania, Mediolan, papież Aleksander VI oraz cesarz Maksymilian I zawiązały Ligę Świętą w Wenecji skierowaną przeciwko ekspansywnym planom Francji. Zagrożone wojska Karola w pośpiechu rozpoczęły wycofywanie z Italii.

## Bitwa
Głównodowodzącym wojsk Ligi Weneckiej został margrabia Mantui Gianfrancesco II Gonzaga. Na początku maja siły te rozpoczęły ataki na francuskie linie zaopatrzeniowe. Dnia 20 maja Karol VIII na czele swojej osłabionej chorobami oraz obładowanej łupami armii wycofał się z Neapolu. 4 lipca liczące 5000 ludzi oddziały francuskie podeszły w okolice miejscowości Fornowo nad rzeką Taro, gdzie natknęły się na oddziały Ligi Świętej.
Po nieudanych początkowych rokowaniach, Francuzi wysłali na rekonesans silny oddział, który jednak został rozbity przez znajdującą się w pobliżu grupę żołnierzy albańskich. Dnia 6 lipca pozbawieni zaopatrzenia Francuzi uderzyli w 3 grupach. Pierwsza grupa (pod wodzą Giana Giacomo Trivulzio) składała się z 300 kawalerzystów, 200 ludzi lekkiej piechoty i około 2 000 uzbrojonych w piki Niemców, druga grupa (Karol VIII) składała się z 600 jazdy oraz sił głównych niemieckiej piechoty, trzecią natomiast tworzyło 400 jazdy oraz 1 000 żołnierzy piechoty.
Francesco Gonzaga ustawił swoje siły w 6 liniach. Zamierzał najpierw zaatakować pierwszą oraz drugą grupę wojsk francuskich, a następnie zaskoczyć od tyłu siły główne Niemców.
Pierwsze ataki kawaleryjskie na przednie linie francuskie z powodu niekorzystnego ukształtowania terenu nie przyniosły sukcesów. Po stronie francuskiej jednak silny deszcz zamoczył proch strzelniczy, uniemożliwiając artylerii skuteczny ostrzał. W konsekwencji przy wsparciu rezerwy weneckiej, wojska Ligi osiągnęły przewagę, zdobywając tabor francuski. Żołnierze Ligi rzucili się następnie do plądrowania taboru, zaprzepaszczając całkowite szanse na rozbicie przeciwnika. Francuzi wycofali się nie niepokojeni.
Trwająca godzinę walka kosztowała Francuzów 1 000 ludzi, Wenecjanie i ich sprzymierzeńcy utracili 2000 żołnierzy. Prócz tego Francuzi utracili wszystkie zdobyte we Włoszech łupy.

## Po bitwie
Jako że słabo zdyscyplinowane oddziały wojsk Ligi nie ścigały po bitwie przeciwnika, Karol VIII na czele resztek armii wycofał się poza Alpy. Jego plany kampanii włoskiej zupełnie się nie powiodły. Gdy półtora roku później władca zmarł, jego politykę kontynuował Ludwik XII, który wkroczył do Italii, gdzie odniósł większe sukcesy. Dla Włochów kampania zakończona bitwą pod Fornovo miała dalsze konsekwencje. Uświadomiła całej Europie słabość polityki Italii okresu renesansu, która stała się łatwym łupem dla innych krajów europejskich. Wojny we Włoszech spowodowały zahamowanie w niemal wszystkich włoskich miastach rozwoju gospodarczego oraz odebrały im niezależność. Włochy stały się polem bitwy dla największych potęg europejskich.